# 西关屯蒙古族满族乡
西关屯蒙古族满族乡是中华人民共和国辽宁省沈阳市康平县下辖的一个民族乡。

## 行政区划
西关屯蒙古族满族乡下辖以下村级行政区划单位：
西关屯村、望山堡村、大广宁窝堡村、罗家屯村、大辛屯村、黑山村、姜家沟村、边台子村和小辛屯村。